# 奥尼 (格鲁吉亚)

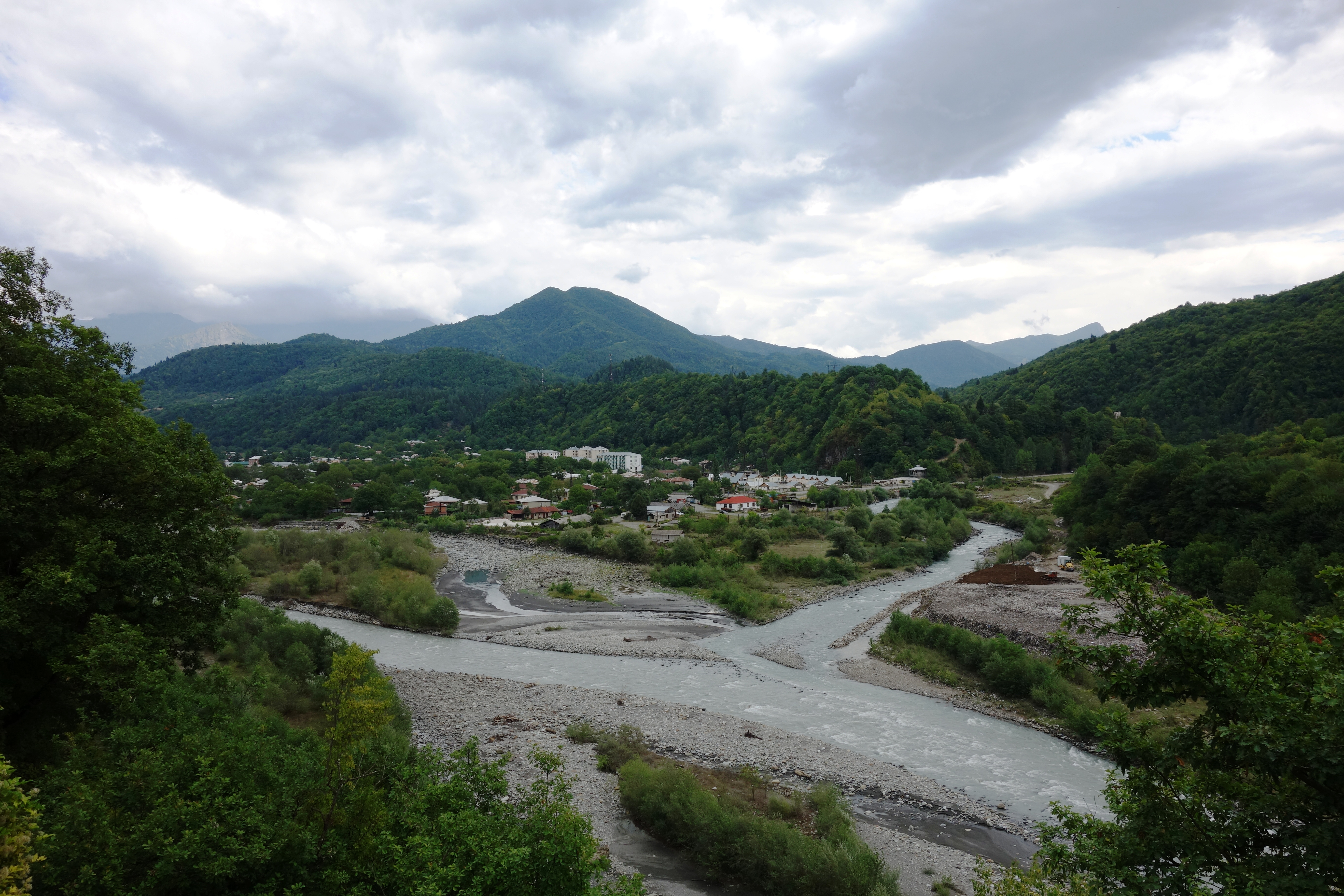
奧尼

奧尼是格魯吉亞北部拉恰-列其呼米和下斯瓦内蒂大区奧尼市鎮的的城鎮及其行政中心。位於里奧尼河左岸，距離首都第比利斯210公里，海拔830，2014年人口2,656。
1991年4月29日，該鎮受到黎克特制6.9級大地震波及。